# Joe Medicine Crow
Joseph Medicine Crow-High Bird (crow: PédhitšhÎ-wahpášh) (Lodge Grass, Montana; 27 de octubre de 1913-Billings, Montana; 3 de abril de 2016) fue un escritor e historiador del pueblo crow de los Estados Unidos. Su obra sobre la historia de los nativos americanos y la cultura de las reservas es considerada una referencia importante sobre el tema, pero es más conocido por sus obras y conferencias sobre la Batalla de Little Bighorn.
Durante su vida recibió la Medalla Presidencial de la Libertad, la Estrella de Bronce y la Legión de Honor. Durante la Segunda Guerra Mundial se convirtió en el último jefe de guerra de los crow, y fue el último jefe de guerra de los nativos de las llanuras. Fue uno de los fundadores del Traditional Circle of Indian Elders and Youth.

## Primeros años
Joseph Medicine Crow ("Cuervo Medicina") (su nombre crow era "Pájaro Alto") nació en una reserva crow cerca de Lodge Grass, Montana, hijo de Amy Yellowtail ("Cola Amarilla") y Leo Medicine Crow ("Cuervo Medicina"). El sistema de parentesco y descendencia de los crow era matrilineal. Su prima era Pauline Small, la primera mujer elegida para un cargo público en el pueblo crow. Por vía materna estaba emparentado con White Man Runs Him ("El Hombre Blanco le Ordena"), un explorador del general George Armstrong Custer y testigo de la batalla de Little Bighorn en 1876.

## Educación
Cuando era joven, Medicine Crow oyó el testimonio oral de la batalla de Little Bighorn de White Man Runs Him, su abuelo (aunque no biológico), que había estado presente como explorador del ejército de los Estados Unidos.
Desde 1929 Medicine Crow asistió al Bacone College en Muskogee, Oklahoma y permaneció allí hasta que obtuvo un título en Artes en 1936. Se dedicó a estudiar sociología y psicología para graduarse en el Linfield College en 1938. Después obtuvo un título universitario de antropología por la University of Southern California en 1939, convirtiéndose en el primer nativo crow en graduarse en la universidad. Su tesis, Los efectos del contacto de la cultura europea sobre la vida económica, social y religiosa de los indios crow se ha convertido en una obra muy importante sobre la cultura crow. Comenzó a preparar el doctorado universitario, y en 1941 había completado el curso necesario, pero no pudo terminar el doctorado debido al estallido de la Segunda Guerra Mundial. Enseñó en la Chemawa Indian School durante un año en 1941 y después comenzó a trabajar en los astilleros de Bremerton, Washington. Después se unió al ejército.
Medicine Crow recibió un doctorado de honor del Rocky Mountain College en 1999, un doctorado de honor en la University of Southern California en 2003, y un doctorado de honor en el Bacone College en 2010, del que había sido embajador y portavoz desde hacía más de 50 años.

## Segunda Guerra Mundial
Después de pasar la segunda mitad de 1942 trabajando en los astilleros navales de Bremerton, Medicine Crow se unió al ejército de los Estados Unidos en 1943, donde se convirtió en explorador de la 103 división de infantería y con la que luchó en la guerra. Siempre que entraba en batalla llevaba las pinturas de guerra de su pueblo bajo el uniforme y una pluma sagrada de águila bajo su casco.
Medicine Crow cumplió las cuatro tareas tradicionales de su pueblo para convertirse en jefe de guerra: tocar a un enemigo vivo sin matarlo, quitarle el arma a un enemigo, dirigir una incursión de guerra con éxito y robar el caballo de un enemigo: tocó a un enemigo vivo y lo desarmó cuando al girar una esquina de un edificio se encontró frente a frente con un joven soldado alemán:

Al chocar, el arma del alemán cayó al suelo. El Sr. Crow dejó caer su propia arma y los dos lucharon cuerpo a cuerpo. Al final el Sr. Crow venció al alemán, lo agarró por el cuello e intentó ahogarlo. Iba a matarlo allí mismo cuando aquel joven gritó: "mamá". Entonces el Sr. Crow lo dejó marchar.

También dirigió una incursión de guerra con éxito y robó cincuenta caballos de un batallón de oficiales alemanes de las SS, cantando una canción tradicional crow mientras huía.
Fue el último miembro de la nación crow que se convirtió en jefe de guerra. Al oír su historia el documentalista Ken Burns dijo: La historia de Joseph Medicine Crow es algo que he querido contar desde hace veinte años. Medicine Crow fue entrevistado y apareció en la serie documental The War de la PBS en 2007, describiendo su servicio en la guerra.

## Portavoz tribal
Tras servir en el ejército, Medicine Crow regresó a la Crow Agency en Montana. En 1948 fue nombrado historiador y antropólogo de la nación crow. También sirvió como miembro del tribunal y oficial en la Crow Central Education Commission casi continuamente desde su creación en 1972. En 1999 realizó un discurso en la sede de las Naciones Unidas. Era un invitado frecuente en el Little Big Horn College y en el Little Big Horn Battlefield Museum y apareció en varios documentales sobre la batalla. Escribió un guion sobre la batalla que han sido utilizados en la reconstrucción de Little Big Horn celebrada cada año en Hardin, Montana, desde 1965.
Entre sus libros se encuentran Crow Migration Story, Medicine Crow, el Handbook of the Crow Indians Law and Treaties, Crow Indian Buffalo Jump Techniques, y From the Heart of Crow Country. También escribió un libro para niños titulado Brave Wolf and the Thunderbird.

## Honores
El 25 de junio de 2008 Medicine Crow recibió dos condecoraciones militares: la Estrella de Bronce por su servicio en el ejército de los Estados Unidos y la Legión de Honor francesa con rango de caballero.
El 17 de julio de 2008 los senadores Max Baucus, Jon Tester y Mike Enzi presentaron una propuesta para concederle la medalla de oro del Congreso de los Estados Unidos; sin embargo, no reunieron los dos tercios de los votos necesarios.
Su libro Counting Coup: Becoming a Crow Chief on the Reservation and Beyond, en gran parte autobiográfico, fue elegido por el National Council for the Social Studies como un libro muy recomendable para jóvenes en 2007.
Recibió un doctorado de honor del Rocky Mountain College en 1999. Recibió un doctorado de honor de la University of Southern California en 2003. Recibió otro doctorado de honor del Bacon College en 2010.
El 12 de agosto de 2009 recibió la Medalla Presidencial de Honor (la mayor condecoración civil de los Estados Unidos) del presidente Barack Obama. Durante la ceremonia en la Casa Blanca, Obama se refirió a Medicine Crow como bacheitche, un "hombre bueno" en lengua crow.

## Muerte
Continuó escribiendo y dando conferencias en universidades e instituciones públicas hasta su muerte a los 102 años el 3 de abril de 2016,  en Billings, Montana.